# Yun Heung-gil
Yun Heunggil (* 14. Dezember 1942 in Chŏngŭp, Chŏllabuk-do) ist ein südkoreanischer Schriftsteller.

## Leben
Yun Heunggil wurde 1942 in einem Dorf der südkoreanischen Provinz Nord-Chŏlla geboren. Er lebte in ärmlichen Verhältnissen, lernte aber dort den Zauber und die Magie der Natur kennen, kam in Kontakt mit der Welt der alten Frauen, ihren Sitten und Bräuchen und erlernte eine unverfälschte Sprache und Erzählkunst.
In jungen Jahren geriet Yun auf die schiefe Bahn und führte ein Leben am Rande der Gesellschaft. Das Erleben bitterer Armut am eigenen Leib wurde später die Grundlage seiner Fähigkeit, den „Geruch und die Gefühle der Menschen, deren Wurzeln in einem Boden stecken, der sich Armut nennt“ realistisch nachzuzeichnen. Yun absolvierte eine pädagogische Ausbildung und lehrte an einer Grundschule in der Provinz. Dort begann er mit seinen ersten literarischen Arbeiten.
1968 gelang ihm mit dem Erscheinen einer autobiographisch gefärbten Kurzgeschichte der Sprung ins literarische Leben. Er studierte koreanische Literatur an der Wonkwang University und unterrichtete nach seinem Abschluss zunächst an einer privaten Schule. Nach seiner Kündigung begann für ihn erneut ein Leben in tiefster Armut.
1976 wurde sein erster Band mit Erzählungen Haus der Dämmerung veröffentlicht. Im darauf folgenden Jahr erschienen elf Kurzgeschichten, darunter Der Mann, der neun paar Schuhe hinterließ, sowie Yuns erster Roman Das Meer der Offenbarung. In den achtziger Jahren schrieb Yun die Romane Meine Mutter und Die Armbinde.
Yun lebt heute in Seoul, wo er nach wie vor als Schriftsteller tätig ist.

## Arbeiten (Auszüge)

### Koreanisch
- 장마 (Regenzeit) Seoul: Ŭlyu 1974
- 황혼의 집 (Haus der Dämmerung) Seoul: Munhak-kwa chisŏngsa 1976
- 아홉 켤레의 구두로 남은 사내 (Der Mann, der neun Paar Schuhe hinterließ) Seoul: Munhak-kwa chisŏngsa 1977
- 묵시의 바다 (Meer der Offenbarung) Seoul: Munhak-kwa chisŏngsa 1978
- 무지개는 언제 뜨는가 (Wann geht der Regenbogen auf?) Seoul: Ch'angbi 1979
- (Meine Mutter) Seoul: Samsŏng 1982
- 완장 (Die Armbinde) Seoul: Hyundae munhak 1983
- 꿈꾸는 자의 나성 (Los Angeles für die träumende Leute) Seoul: Munhak-kwa chisŏngsa 1987
- 달국씨 일가의 꾀죄죄한 나날들 (Die banale Tage von Talguks Familie) Seoul: Chakka chŏngsin 1993
- 낫 (Die Sichel) Seoul: Munhakdongne 1995
- 빛 가운데로 걸어가면 (Wenn man mitten im Licht geht) Seoul: Hyundae munhak 1997
- 소라단 가는 길 (Der Weg nach Soradan) Seoul: Ch'angbi 2003
- 낙원? 천사? (Paradies? Engel?) Seoul: Minŭmsa 2003

### Übersetzungen

#### Deutsch
- Meine Mutter. In: Hefte für ostasiatische Literatur. Nr. 3, 1984.
- Regenzeit. In: Die kleine Schamanin. Marino, München 1998.
- Der Mann der neun Paar Schuhe hinterließ. Pendragon Verlag, Bielefeld 2005, ISBN 3-86532-023-6.

#### Englisch
- The Rainy Spell and other Korean Stories. Onyx Press, Winfield 1983.
- The House of Twilight. Readers International, London 1989.
- The Rainy Spell and other Korean Stories. M.E. Sharpe, New York 1998.
- The Rainy Spell. Jimoondang, Seoul 2002.

#### Französisch
- La Mère. Philippe Picquier, Paris 1982.
- Los Angeles d’un d'un rêveur. Philippe Picquier, Paris 1997.
- La Mousson. Nouvelles. Autres Temps, Marseille.

#### Spanisch
- El Camino a Soradan. Brataria, 2009.

## Auszeichnungen
- 2020 – Park-Kyung-ni-Literaturpreis
- 2010 – Moderner Buddhismus Literaturpreis in der Kategorie Roman
- 2004 – Taesan Literaturpreis
- 2000 – Literaturpreis des 21. Jahrhunderts
- 1983 – Preis für zeitgenössische Literatur
- 1983 – Koreanischer Literaturpreis
- 1977 – Autorenpreis für koreanische Literatur